# Trechalea gertschi
Trechalea gertschi là một loài nhện trong họ Trechaleidae.
Loài này thuộc chi Trechalea. Trechalea gertschi được miêu tả năm 1981 bởi J. E. Carico & Minch.